# Idolo infranto (film 1948)
Idolo infranto (The Fallen Idol) è un film del 1948 diretto da Carol Reed, basato sul racconto The Basement Room di Graham Greene e sceneggiato dall'autore stesso.

## Trama

Ralph Richardson nel film

Figlio unico di un diplomatico, il piccolo Philippe ha fatto di Baines, maggiordomo del padre, il suo idolo. Baines infatti, per intrattenere il bambino, gli racconta delle sue fantomatiche avventure in terre esotiche e pericolose. In realtà il maggiordomo non ha mai lasciato l'Inghilterra e vive un grigio matrimonio con la governante che, tra l'altro, tratta il ragazzo con molta durezza.
Baines intrattiene da poco una relazione con una giovane segretaria, che ha presentato a Philippe come sua nipote, ma il ragazzo non riesce a mantenere il segreto di fronte alla signora Baines. Quando questa, poco dopo, muore a causa di una caduta accidentale, il ragazzo pensa sia stata uccisa proprio dal marito e cerca in ogni modo di proteggere il suo idolo, ma i suoi tentativi disperati e fantasiosi non fanno altro che rendere più difficile la posizione del maggiordomo.

## Riconoscimenti
Presentato in concorso alla Mostra del cinema di Venezia, il film ha ricevuto due candidature ai Premi Oscar 1950 (miglior regia e miglior sceneggiatura) ed è stato candidato ai Golden Globe 1950 come miglior film straniero.
Nel 1949 il National Board of Review of Motion Pictures l'ha inserito nella lista dei migliori dieci film dell'anno e gli ha assegnato i premi per miglior attore (a Ralph Richardson) e miglior sceneggiatura.

## Remake
Nel maggio 2010 fu annunciato che la casa cinematografica StudioCanal aveva incaricato il produttore Waker Parkes di un rifacimento di Idolo infranto, con David Farr incaricato della realizzazione della sceneggiatura da attualizzare. In accordo con il comunicato della produzione, la trama si sposterà in India con protagonista un ragazzo adolescente e non più un bambino, figlio di una benestante famiglia americana che vive in una casa stile coloniale, mentre il maggiordomo avrà un rapporto con una indiana del posto.

## Riconoscimenti
- BAFTA
  - miglior film
- National Board of Review Awards 1949
  - miglior attore (Ralph Richardson)
  - miglior sceneggiatura (Graham Greene)
- Festival di Venezia 1948
  - Premio internazionale per il miglior soggetto e sceneggiatura